# Eje transversal PE-10 (Perú)
El Eje transversal PE-10 es uno de los veinte eje que forma parte de la red transversal de Red Vial Nacional del Perú. Está conformado por las rutas nacionales PE-10, PE-10 A, PE-10 B y PE-10 C (ramal). Recorre los departamentos de La Libertad, Cajamarca y San Martín.

## Rutas
- PE-10: Desvío Puerto Salaverry-Puerto Salaverry
- PE-10 A: Ovalo La Marina-Shorey
- PE-10 B: Laguna Sausacocha-Puente Santa Martha
- PE-10 C (ramal): Puente El Pallar-Puente Mamahuaje